# Aleksandr Rógov
Aleksandr Rógov   (Putilkovo, 27 de març de 1956 - Djubga, 1 d'octubre de 2004) fou un piragüista rus que va competir sota bandera de la Unió Soviètica durant la dècada de 1970.
El 1976 va prendre part en els Jocs Olímpics d'Estiu de Mont-real, on guanyà la medalla d'or en la prova del C-1, 500 metres del programa de piragüisme.
En el seu palmarès també destaca el campionat soviètic del C-1, 500 metres de 1976. Una vegada retirat exercí d'entrenador de la selecció soviètica de piragüisme i entre el 1993 i el 2004 fou president de la Federació Russa de Caiac i Piragüisme.